# Epidapus primus
Epidapus primus är en tvåvingeart som beskrevs av Werner Mohrig 1996. Epidapus primus ingår i släktet Epidapus och familjen sorgmyggor. Inga underarter finns listade i Catalogue of Life.